# Greatest Hits (album của Queen)
Greatest Hits là album tổng hợp của ban nhạc rock Queen, được phát hành trên toàn thế giới vào ngày 26 tháng 10 năm 1981.  Album bao gồm các hit lớn nhất của Queen kể từ khi xuất hiện bảng xếp hạng đầu tiên vào năm 1974 với "Seven Sea of Rhye", cho đến bản hit "Flash" năm 1980 của họ (mặc dù ở một số quốc gia có kèm cả "Under Pressure", bài hát đứng đầu bảng xếp hạng năm 1981 với David Bowie). Không có danh sách ca khúc phổ biến hoặc ảnh bìa cho album và mỗi bản nhạc của mỗi lãnh thổ phụ thuộc vào những gì đĩa đơn được phát hành ở đó và thành công. Vào năm 1991, phiên bản tại Mỹ của album Classic Queen đã được phát hành sau sự nổi tiếng của ban nhạc tại nước này.
Greatest Hits là một thành công thương mại trên toàn thế giới với doanh số hơn 25 triệu bản, khiến nó trở thành một trong những album bán chạy nhất mọi thời đại. Nó đạt vị trí số một trên Bảng xếp hạng album của Vương quốc Anh, dành bốn tuần ở vị trí cao nhất và bán chạy liên tục trong suốt những năm 1980, trở thành album bán chạy thứ tư trong thập kỷ. Đĩa đơn "Under Pressure", được phát hành cùng tuần với Greatest Hit, cũng đứng đầu Bảng xếp hạng đĩa đơn của Anh.
Tính đến tháng 10 năm 2019, Greatest Hits có 868 tuần trên Bảng xếp hạng album của Vương quốc Anh và đã được chứng nhận bạch kim 20 × với doanh số hơn 6 triệu bản, trở thành album bán chạy nhất mọi thời đại ở Anh. Trong số các album xếp hạng dài nhất ở Mỹ, tính đến tháng 4 năm 2020, nó đã dành 380 tuần cho Billboard 200. Nó đã được chứng nhận bạch kim 8 × ở Mỹ, bạch kim 15 × ở Úc, bạch kim 10 × ở New Zealand và bạch kim 3 × ở Canada. Sau khi phát hành bộ phim tiểu sử về Queen Bohemian Rhapsody vào năm 2018, album này đã trở lại bảng xếp hạng của các quốc gia trên toàn thế giới.